# Ardices brisbanensis
Ardices brisbanensis là một loài bướm đêm thuộc phân họ Arctiinae, họ Erebidae.